# Robert Sara
Robert Sara (* 9. Juni 1946 in Oberlainsitz, Niederösterreich) ist ein ehemaliger österreichischer Fußballspieler und nunmehriger -trainer.

## Karriere
Der gelernte Kfz-Spengler bestritt 55 Länderspiele für die österreichische Fußballnationalmannschaft und ist heute Trainer bei FK Austria Wien, einem der erfolgreichsten österreichischen Fußballvereine.
Seine Zeit als aktiver Spieler verbrachte Sara beim SV Donau Wien, bevor ihn Eduard Frühwirth 1964 als stürmenden Außendecker zu FK Austria Wien holte, jedoch kam er erst zum Saisonauftakt 1965/66 beim Heim-3:1 gegen Schwechat am 21. August 1965 erstmals in der Meisterschaft zum Einsatz. Am 23. September 1979 feierte er beim 6:1-Sieg auf der Hohen Warte gegen die Vienna das Jubiläum von 400 Meisterschaftsspielen.

Gleich bei seinem Debüt am 20. Oktober 1965 im Nationalteam gewann er mit Österreich sensationell im Wembley-Stadion gegen England 3:2.

Er war seit dem Europameisterschafts-Qualifikationsspiel am 21. November 1975 in Wrexham vier Jahre lang, bis zum 21. November 1979 (ebenfalls in einem EM-Qualifikationsspiel) in Lissabon, Kapitän der Nationalmannschaft, somit auch 1978 Kapitän der berühmten Córdoba-Mannschaft, die bei der Weltmeisterschaft in Argentinien Platz 7 eroberte und Deutschland mit 3:2 besiegte.

Sein Abschiedsspiel hatte er am 21. Mai 1980 im Praterstadion, wo es gegen Argentinien mit dessen international noch nicht so bekanntem Jungstar Diego Maradona (der dabei drei Tore erzielte) eine 1:5-Niederlage gab. Sara lief als Kapitän auf den Platz, ab der 14. Minute wurde er vereinbarungsgemäß von seinem Klubkollegen Günther Pospischil abgelöst.

In seinen 55 Nationalspielen schoss Robert Sara drei Tore.
Am 3. Mai 1978 stand er auch als Spielführer bei der 0:4-Niederlage der Austria im Pokalsiegerfinale gegen Anderlecht im Prinzenparkstadion von Paris auf dem Platz. 1984 spielte der Fußballprofi für ein Jahr beim Favoritner AC und ging anschließend, vierzigjährig, zum damaligen Wiener Liga-Klub FKL Wimmer.
Nach seinem Karriereende als Spieler sprang Sara im November 1988 für 3 Spiele als interimistischer Trainer des FK Austria Wien ein und übernahm anschließend den Posten des Co-Trainers, den er bis zum Jahr 1998, in dem er erneut für 8 Spiele Interimstrainer war, innehatte. Seit Sommer 2008 war er Co-Trainer der Amateurmannschaft des FK Austria Wien, bis er im März 2015 zum Posten des Co-Trainers der Profimannschaft an Seite von Andreas Ogris wechselte. Mitte März 2019 wurde Sara Berater im violetten Nachwuchs.
Er ist verheiratet und hat ein Kind. Robert Saras jüngerer Bruder Josef (* 1954) war ebenfalls Profifußballer und Nationalspieler. Auch sein Neffe Mario (* 1982), der Sohn von Josef, war im Profifußball aktiv.

## Erfolge
- 1 × Europacup-Finalist: 1978 (CC)
- 2 × Europacup-Semifinalist: 1979 (CM), 1983 (CC)
- 9 × Österreichischer Meister: 1969, 1970, 1976, 1978, 1979, 1980, 1981, 1984, 1985
- 6 × Österreichischer Cupsieger: 1967, 1971, 1974, 1977, 1980, 1982
- Teilnahme Weltmeisterschaft 1978: 7. Platz
- 55 Länderspiele und 3 Tore für die österreichische Fußballnationalmannschaft von 1965 bis 1980